# Jaroslav Kotian
Jaroslav Kotian (* 24. června 1955) je bývalý slovenský fotbalový obránce.

## Fotbalová kariéra
V československé lize hrál za Dukla Banská Bystrica ve 40 zápasech a dal 4 góly.

## Ligová bilance
| Ročník                                   | Zápasy | Góly | Minuty | Klub                  |
| ---------------------------------------- | ------ | ---- | ------ | --------------------- |
| 1. československá fotbalová liga 1977/78 | 24     | 2    | 1 877  | Dukla Banská Bystrica |
| 1. československá fotbalová liga 1978/79 | 16     | 2    | 1 349  | Dukla Banská Bystrica |
| CELKEM                                   | 40     | 4    | 3 226  |                       |